# Архиепархия Толедо
Архиепархия Толедо (лат. Archidioecesis Toletana) — католическая епархия в Испании, главная в церковной провинции Толедо, территориально практически совпадающая с автономным сообществом Кастилия — Ла-Манча. Территория архиепархии включает провинцию Толедо и часть провинций Касерес и Бадахос в Эстремадуре. В митрополию Толедо входят епархии Альбасете, Куэнки, Сигуэнсы-Гвадалахары, Сьюдад-Реаля. Архиепископ Толедо имеет статус примаса Испании. Кафедральным собором архиепархии Толедо является собор Святой Марии.

## История
О присутствии христиан в городе известно с I века н. э., однако быстрое распространение религии началось с IV века н. э., после религиозных преследований в правление римского императора Диоклетиана.
С приходом вестготов и, особенно, после избрания Толедо столицей королевства, роль толедской епархии возрастает в регионе, подчинённом в церковном отношении Картаго Спартии (нынешняя Картахена). В 589 году на Третьем Толедском соборе король Реккаред I перешёл в христианство вместе со своим двором. В 610 году король Гундемар добился решения о переносе столицы провинции в Толедо, поскольку Картахена уже давно была захвачена византийцами.
В период арабского владычества Толедо стал центром сохранения католичества в Испании, сохранив иерархию диоцезов и своё место в ней. В VIII веке гонения на оставшихся на мусульманских землях христиан вызвали большой отток мосарабов на север. В это время практиковался обряд испанской церкви, известный как мосарабский обряд, используемый в Толедо до настоящего времени наряду с римским.
При короле Альфонсо VI христиане отвоевали город в 1085 году, тайфа Толедо была преобразована в королевство, часть Кастильской короны. Первым архиепископом нового этапа в истории архиепархии стал Бернард де Седирак, способствовавший распространению своего ордена в Испании. Епархия активно участвовала в Реконкисте, включая в свой диоцез отвоёванные территории и содействуя деятельности военных орденов Сантьяго, Калатрава и Алькантара. В этот период началось строительство кафедрального собора Толедо, продлившееся два столетия.
После завершения Реконкисты, в период правления католических королей, пришедший на должность архиепископа Толедо кардинал Франсиско Хименес де Сиснерос, при котором был открыт Алькальский университет, распространял свою церковную власть на всю Испанию и часть Африки. После того, как в правление Филиппа II королевский двор переехал в Мадрид, и хотя новая столица относилась к толедской епархии, значение Толедо стало постепенно снижаться.
XIX и XX века были сложным периодом в истории епархии. В эпоху Наполеоновских войн епархия была разграблена, а архиепископу пришлось бежать в Севилью. Проведённая Хуаном Альваресом Мендисабалем и Паскуалем Мадосом дезамортизация осложнила отношения испанского правительства с папским престолом, в результате чего некоторое время пост архиепископа оставался вакантным. Наконец, во время Гражданской войны погиб 281 священник и была уничтожена значительная часть художественного наследия епархии.

## Епископы Толедо
...
- кардинал Гил Каррильо де Альборнос (1338-1350);

...
- Варфоломей Карранца (~ 1559);

...
- кардинал Бернардо де Рохас-и-Сандоваль — (19 апреля 1599 — 7 декабря 1618)
- кардинал Фердинанд Австрийский — (1 марта 1620 — 9 ноября 1641);
- кардинал Гаспар де Борха-и-Веласко— (16 января — 28 декабря 1645);
- кардинал Бальтасар Москосо-и-Сандоваль — (28 мая 1646 — 17 сентября 1665);
- кардинал Паскуаль де Арагон — (1 февраля 1666 — 28 сентября 1677);
- кардинал Луис Мануэль Фернандес де Портокарреро — (20 декабря 1677 — 14 сентября 1709);
- архиепископ Франсиско Валеро Лоса — (18 марта 1715 — 23 апреля 1720);
- кардинал Диего де Асторга-и-Сеспедес — (22 июля 1720 — 8 февраля 1734);
- кардинал Луис Антонио Хайме Испанский — (10 сентября 1735 — 18 декабря 1754);
- кардинал Луис Антонио Фернандес де Кордоба — (4 августа 1755 — 26 марта 1771);
- кардинал Франсиско Антонио де Лоренсана-и-Бутрон — (27 января 1772 — 15 декабря 1800);
- кардинал Луис Мария де Бурбон-и-Вальябрига — (22 декабря 1800 — 29 декабря 1814);
- кардинал Педро де Ингуансо-и-Риверо (27 сентября 1824 — 30 января 1836);
- кардинал Хуан Хосе Бонель-и-Орбе — (4 октября 1847 — 11 февраля 1857);
- кардинал Сирило де Аламеда-и-Бреа, O.F.M. — (3 августа 1857 — 30 июня 1872);
- кардинал Хуан де ла Круз Игнасио Морено-и-Майсонаве — (5 июля 1875 — 28 августа 1884);
- кардинал Сеферино Гонсалес-и-Диас Туньон, O.P. — (27 марта 1885 — 15 января 1886, назначен архиепископом Севильи);
- кардинал Мигель Пайя-и-Рико — (7 июня 1886 — 25 декабря 1891);
- кардинал Антолин Монескильо-и-Висо — (11 апреля 1892 — 11 августа 1897);
- кардинал блаженный Кириак Мария Санча-и-Эрвас — (24 марта 1898 — 28 февраля 1909);
- кардинал Грегорио Мария Агирре-и-Гарсия, O.F.M. — (29 апреля 1909 — 10 октября 1913);
- кардинал Викториано Гисасола-и-Менендес — (1 января 1914 — 2 сентября 1920);
- кардинал Энрике Альмарас-и-Сантос — (16 декабря 1920 — 22 января 1922);
- кардинал Энрике Рейг-и-Касанова — (14 декабря 1922 — 27 августа 1927);
- кардинал Педро Сегура-и-Саэнс — (19 декабря 1927 — 26 сентября 1931);
- кардинал Исидро Гома-и-Томас — (12 апреля 1933 — 22 августа 1940);
- кардинал Энрике Пла-и-Дениэль — (3 октября 1941 — 5 июля 1968);
- кардинал Висенте Энрике-и-Таранкон — (30 января 1969 — 3 декабря 1971, назначен архиепископом Мадрида);
- кардинал Марсело Гонсалес Мартин — (3 декабря 1971 — 23 июня 1995);
- кардинал Франсиско Альварес Мартинес — (23 июня 1995 — 24 октября 2002);
- кардинал Антонио Каньисарес Льовера — (24 октября 2002 — 9 декабря 2008, назначен префектом Конгрегации богослужения и дисциплины таинств);
- архиепископ Браулио Родригес Пласа — (16 апреля 2009 — 27 декабря 2019);
- архиепископ Франсиско Серра Чавес — (с 27 декабря 2019).

## Источник
- Annuario Pontificio, Libreria Editrice Vaticana, Città del Vaticano, 2003, ISBN 88-209-7422-3
- Булла Actorum synodalium, Bullarum diplomatum et privilegiorum sanctorum Romanorum pontificum Taurinensis editio, Vol. II, cnh. 214—216  (лат.)